# محمد الشکری
محمد الشکری (انگلیسی: Mohamed El-Shakeri؛ زادهٔ ۷ نوامبر ۱۹۶۸) بازیکن بسکتبال اهل مصر بود.